# Michael Smith (Dartspieler)
Michael Smith (* 18. September 1990 in St Helens, Merseyside) ist ein englischer Dartspieler der Professional Darts Corporation. 2023 gewann Smith erstmals die PDC-Weltmeisterschaft, nachdem er 2019 und 2022 jeweils Vizeweltmeister geworden war. Sein Spitzname lautet Bully Boy.

## Werdegang
Für erstmaliges Aufsehen im professionellen Dartsport sorgte Smith 2010, als er unter die letzten 32 Spieler der UK Open 2010 ziehen konnte und zuvor unter anderem renommierte Spieler wie Peter Manley bezwang.
Am 27. Februar 2011 gewann er mit dem Titel des UK Open Qualifier 2 sein erstes PDC Pro Tour Event, indem er Dave Chisnall im Finale mit 6:5 bezwang.
Seit diesem Titelgewinn ist er professioneller Dartspieler und Teil des PDC darts Circuit.
Sein Debüt bei einer Weltmeisterschaft hatte er 2012, wo er in der 1. Runde allerdings bereits mit 0:3 gegen Co Stompé ausschied.
2012 konnte der Engländer sich auch das erste Mal solide in der Rangliste der PDC Order of Merit etablieren und war bei der Weltmeisterschaft 2013 wieder mit von der Partie, scheiterte diesmal allerdings an einem starken Raymond van Barneveld mit 0:3.
Ungeachtet dessen machte sich Smith weiter einen Namen und gewann so zum Beispiel 2013 die PDC World Youth Championship.
Große Bekanntheit konnte Smith bei der Weltmeisterschaft 2014 erlangen, als er in der zweiten Runde Phil Taylor mit 4:3 bezwang. Im Achtelfinale scheiterte er daraufhin an Peter Wright, der den bis dato mit 105 Punkten höchsten 3-Dart-Average des Turniers spielte.
Am 3. Januar 2016 wurde Smith zum ersten Mal in seiner Karriere zu einem Teilnehmer bei der Premier League Darts berufen.
In der Premier League Darts 2018 qualifizierte er sich für die Playoffs. Bei der Weltmeisterschaft 2019 besiegte er Nathan Aspinall im Halbfinale. Im Finale traf er auf Michael van Gerwen, dem er sich mit 3:7 geschlagen geben musste.
Am Ende der Premier League Darts 2019 belegte er den 7. Platz. Beim World Matchplay 2019 erreichte er nach Siegen über Jamie Hughes, Max Hopp, Mervyn King und Glen Durrant das Finale, welches er mit 13:18 gegen Rob Cross verlor. Bis Dezember 2019 wurde er von Tommy Gilmour von Dunvegan Enterprises gemanagt, ehe er anschließend zusammen mit seiner Frau Dagmara das Management selbst übernahm.
Bei der Weltmeisterschaft 2020 konnte Smith den Erwartungen nicht gerecht werden, als er seine Auftaktbegegnung gegen Luke Woodhouse verlor. Beim anschließenden Masters im Januar erreichte er das Finale, in dem er drei Matchdarts gegen Peter Wright vergab. Er erreichte das Finale der Belgian Darts Masters und das Halbfinale beim World Matchplay. In der Premier League konnte Smith nur Platz 7 belegen. Im World Cup schaffte er es daraufhin zusammen mit Rob Cross ins Finale. Dort mussten beide sich den Walisern Gerwyn Price und Jonny Clayton geschlagen geben.
Bei der Weltmeisterschaft 2021 verlor er erneut sein Auftaktmatch, diesmal gegen Jason Lowe. Bei den Players Championships 2021 spielte er beim Players Championship 1 gegen Geert De Vos einen Neun-Darter. Außerdem gewann er im April das Players Championship 10 und im Oktober das Players Championship 27.
Bei der Weltmeisterschaft 2022 konnte er bis ins Finale vordringen, musste sich dort jedoch Peter Wright mit 5:7 geschlagen geben. Anschließend wurde er für die Premier League Darts 2022 nominiert. Anfang März 2022 konnte er bei den UK Open ein weiteres Major-Finale erreichen, bei welchem er einen Matchdart auf das Bullseye vergab und am Ende mit 10:11 dem Niederländer Danny Noppert unterlag. Zuvor hatte er im Achtelfinale gegen Mensur Suljović einen Neun-Darter geworfen. Bei den Players Championships 2022 spielte er am 11. Mai 2022 beim Players Championships Nr. 15 einen Neun-Darter gegen Florian Hempel. Zudem konnte er die Players Championships Nr. 14, Nr. 15 und Nr. 16 für sich entscheiden. Im Rahmen der European Darts Tour 2022 gewann Smith am 29. Mai 2022 die Dutch Darts Championship 2022 in Zwolle im Finale gegen Danny Noppert. Am 4. Juni 2022 siegte er im Rahmen der World Series of Darts 2022 zudem beim US Darts Masters 2022 in New York City – im Finale schlug er Michael van Gerwen mit 8:4. Beim World Matchplay 2022 schied er nach einem mühevollen Auftaktsieg über Andrew Gilding im Achtelfinale gegen Dirk van Duijvenbode aus. Ende Oktober 2022 konnte er bei der European Darts Championship erneut ein Major-Finale erreichen, bei welchem er allerdings seinem Landsmann Ross Smith mit 8:11 unterlag. Mit dem 16:5-Sieg gegen Nathan Aspinall im Finale des Grand Slam of Darts 2022 konnte Smith zum ersten Mal in seiner Karriere einen Major-Titel gewinnen.
Bei der Weltmeisterschaft 2023 startete Smith als Weltranglistenvierter. Nach Siegen über Nathan Rafferty (3:0), Martin Schindler (4:3) und Joe Cullen (4:1) besiegte er im Viertelfinale Stephen Bunting (5:3) und im Halbfinale Gabriel Clemens (6:2). Im Finale gegen Michael van Gerwen warf Smith einen Neun-Darter und setzte sich mit 7:4 und einem Average von 100,87 durch und wurde erstmals Weltmeister. Durch den Sieg rückte er außerdem erstmals auf Platz 1 der PDC Order of Merit vor.
Bei der Weltmeisterschaft 2024 startete Smith als Weltranglistenerster in das Event. Nach Siegen über Kevin Doets (3:2) und Madars Razma (4:1) schied er im Achtelfinale gegen Chris Dobey mit einer 0:4-Niederlage aus. Nach dem Turnier wurde er vom neuen Weltmeister Luke Humphries als Nummer 1 in der PDC Order of Merit abgelöst. Bei den Players Championships 2024 spielte er am 18. März 2024 beim Players Championships Nr. 5 einen Neun-Darter gegen Raymond van Barneveld. Im Juni 2024 konnte er an der Seite von Luke Humphries beim World Cup seinen dritten Major-Titel einfahren. Bei den World Series of Darts Finals 2024 konnte sein zweites Major-Finale der Saison erreichen, welches er jedoch deutlich mit 4:11 gegen Luke Littler verlor.
Am 1. Dezember 2023 wurde Smith zum Freeman of the Borough in seiner Heimatstadt St Helens ernannt.

## Weltrekorde
- Meiste 180er in einem Spiel (ebenso wie Peter Wright): 24 gegen Peter Wright im Finale der PDC World Darts Championship 2022.
- Meiste 180er in einem Turnier: 83 bei der PDC World Darts Championship 2022.

## Weltmeisterschaftsresultate

### PDC-Jugend
- 2011: Viertelfinale (2:4-Niederlage gegen  Benito van de Pas)
- 2012: 1. Runde (3:5-Niederlage gegen  Ash Khayat)
- 2013: Sieger (6:1-Sieg gegen  Ricky Evans)

### PDC
- 2012: 1. Runde (0:3-Niederlage gegen  Co Stompé)
- 2013: 1. Runde (0:3-Niederlage gegen  Raymond van Barneveld)
- 2014: Achtelfinale (3:4-Niederlage gegen  Peter Wright)
- 2015: Achtelfinale (2:4-Niederlage gegen  Stephen Bunting)
- 2016: Viertelfinale (4:5-Niederlage gegen  Raymond van Barneveld)
- 2017: Achtelfinale (3:4-Niederlage gegen  James Wade)
- 2018: 2. Runde (3:4-Niederlage gegen  Rob Cross)
- 2019: Finale (3:7-Niederlage gegen  Michael van Gerwen)
- 2020: 2. Runde (1:3-Niederlage gegen  Luke Woodhouse)
- 2021: 2. Runde (1:3-Niederlage gegen  Jason Lowe)
- 2022: Finale (5:7-Niederlage gegen  Peter Wright)
- 2023: Sieger (7:4-Sieg gegen  Michael van Gerwen)
- 2024: Achtelfinale (0:4-Niederlage gegen  Chris Dobey)
- 2025: 2. Runde (2:3-Niederlage gegen  Kevin Doets)

## Turnierergebnisse
| Turnier                                    | 2009               | 2010               | 2011               | 2012               | 2013               | 2014               | 2015               | 2016               | 2017               | 2018               | 2019              | 2020              | 2021              | 2022              | 2023              | 2024              | 2025              |
| ------------------------------------------ | ------------------ | ------------------ | ------------------ | ------------------ | ------------------ | ------------------ | ------------------ | ------------------ | ------------------ | ------------------ | ----------------- | ----------------- | ----------------- | ----------------- | ----------------- | ----------------- | ----------------- |
| PDC-Ranking-Turniere                       |                    |                    |                    |                    |                    |                    |                    |                    |                    |                    |                   |                   |                   |                   |                   |                   |                   |
| Weltmeisterschaft                          | nicht qualifiziert | nicht qualifiziert | nicht qualifiziert | 1R                 | 1R                 | AF                 | AF                 | VF                 | AF                 | 2R                 | F                 | 2R                | 2R                | F                 | S                 | AF                | 2R                |
| World Masters                              | nicht ausgetragen  | nicht ausgetragen  | nicht ausgetragen  | nicht ausgetragen  | nicht ausgetragen  | nicht ausgetragen  | nicht ausgetragen  | nicht ausgetragen  | nicht ausgetragen  | nicht ausgetragen  | nicht ausgetragen | nicht ausgetragen | nicht ausgetragen | nicht ausgetragen | nicht ausgetragen | nicht ausgetragen | 1R                |
| UK Open                                    | 1R                 | 4R                 | 4R                 | 3R                 | 3R                 | 3R                 | 3R                 | 4R                 | AF                 | AF                 | HF                | 5R                | 5R                | F                 | 5R                | 5R                | VF                |
| World Matchplay                            | nicht qualifiziert | nicht qualifiziert | nicht qualifiziert | 1R                 | n/q                | AF                 | 1R                 | AF                 | 1R                 | AF                 | F                 | HF                | VF                | AF                | AF                | HF                | n/q               |
| World Grand Prix                           | nicht qualifiziert | nicht qualifiziert | nicht qualifiziert | 1R                 | n/q                | 1R                 | AF                 | 1R                 | 1R                 | 1R                 | AF                | 1R                | 1R                | 1R                | HF                | 1R                |                   |
| European Championship                      | nicht qualifiziert | nicht qualifiziert | nicht qualifiziert | nicht qualifiziert | nicht qualifiziert | 1R                 | AF                 | 1R                 | VF                 | AF                 | HF                | AF                | 1R                | F                 | AF                | AF                |                   |
| Grand Slam                                 | nicht qualifiziert | nicht qualifiziert | nicht qualifiziert | nicht qualifiziert | GP                 | VF                 | HF                 | n/q                | AF                 | AF                 | VF                | VF                | HF                | S                 | GP                | GP                |                   |
| Players Championship Finals                | nicht qualifiziert | nicht qualifiziert | nicht qualifiziert | AF                 | 1R                 | 1R                 | AF                 | 1R                 | 1R                 | 2R                 | AF                | VF                | 2R                | 1R                | 1R                | 2R                |                   |
| PDC-Turniere ohne Einfluss auf das Ranking |                    |                    |                    |                    |                    |                    |                    |                    |                    |                    |                   |                   |                   |                   |                   |                   |                   |
| The Masters                                | nicht ausgetragen  | nicht ausgetragen  | nicht ausgetragen  | nicht ausgetragen  | nicht qualifiziert | nicht qualifiziert | nicht qualifiziert | VF                 | AF                 | AF                 | VF                | F                 | 1R                | VF                | HF                | AF                | n/a               |
| Premier League                             | nicht qualifiziert | nicht qualifiziert | nicht qualifiziert | nicht qualifiziert | nicht qualifiziert | nicht qualifiziert | nicht qualifiziert | 10.                | n/q                | F                  | 7.                | 7.                | n/q               | 6.                | HF                | HF                | n/q               |
| World Cup                                  | n/a                | n/t                | n/a                | nicht teilgenommen | nicht teilgenommen | nicht teilgenommen | nicht teilgenommen | nicht teilgenommen | nicht teilgenommen | nicht teilgenommen | AF                | F                 | n/t               | HF                | VF                | S                 | n/t               |
| Champions League                           | nicht ausgetragen  | nicht ausgetragen  | nicht ausgetragen  | nicht ausgetragen  | nicht ausgetragen  | nicht ausgetragen  | nicht ausgetragen  | GP                 | n/q                | n/q                | HF                | nicht ausgetragen | nicht ausgetragen | nicht ausgetragen | nicht ausgetragen | nicht ausgetragen | nicht ausgetragen |
| World Series Finals                        | nicht ausgetragen  | nicht ausgetragen  | nicht ausgetragen  | nicht ausgetragen  | nicht ausgetragen  | nicht ausgetragen  | 1R                 | 1R                 | 1R                 | F                  | 1R                | VF                | 1R                | VF                | AF                | F                 |                   |
| Karrierestatistiken                        |                    |                    |                    |                    |                    |                    |                    |                    |                    |                    |                   |                   |                   |                   |                   |                   |                   |
| Platzierung am Jahresende                  | 126                | ?                  | 62                 | 38                 | 32                 | 22                 | 8                  | 11                 | 13                 | 10                 | 4                 | 7                 | 5                 | 1                 | 3                 | 2                 |                   |

| Legende zu den Turnierergebnissen | Legende zu den Turnierergebnissen | Legende zu den Turnierergebnissen | Legende zu den Turnierergebnissen | Legende zu den Turnierergebnissen | Legende zu den Turnierergebnissen | Legende zu den Turnierergebnissen | Legende zu den Turnierergebnissen | Legende zu den Turnierergebnissen | Legende zu den Turnierergebnissen |
| --------------------------------- | --------------------------------- | --------------------------------- | --------------------------------- | --------------------------------- | --------------------------------- | --------------------------------- | --------------------------------- | --------------------------------- | --------------------------------- |
| n/t                               | nicht teilgenommen                | n/q                               | nicht qualifiziert                | n/a                               | nicht ausgetragen                 | #R                                | Aus in jeweiliger Runde           | GP                                | Aus in der Gruppenphase           |
| AF                                | Achtelfinalist                    | VF                                | Viertelfinalist                   | HF                                | Halbfinalist                      | F                                 | Turnierfinalist                   | S                                 | Turniersieger                     |

## Titel

### PDC
- Majors
  - Grand Slam of Darts: 2022
  - PDC World Darts Championship: 2023
  - World Cup of Darts: 2024
- Pro Tour
  - Players Championships
    - Players Championships 2012: 2
    - Players Championships 2018: 7
    - Players Championships 2020: 19, 20
    - Players Championships 2021: 10, 27
    - Players Championships 2022: 14, 15, 16
    - Players Championships 2023: 13
    - Players Championships 2024: 9

  - UK Open Qualifiers
    - UK Open Qualifiers 2011: 2
    - UK Open Qualifiers 2015: 5
    - UK Open Qualifiers 2018: 3

  - European Darts Tour
    - European Darts Tour 2014: (1) European Darts Trophy
    - European Darts Tour 2015: (2) International Darts Open, European Darts Trophy
    - European Darts Tour 2017: (1) Gibraltar Darts Trophy
    - European Darts Tour 2022: (1) Dutch Darts Championship
    -  European Darts Tour 2023: (1) German Darts Grand Prix

- World Series of Darts
  - World Series of Darts 2018: (1) Shanghai Darts Masters
  - World Series of Darts 2022: (1) US Darts Masters
  - World Series of Darts 2023: (1) Bahrain Darts Masters
- Secondary Tour Events
  - PDC Development Tour
    - PDC Youth Tour 2012: 2, 5, 15, 16, 18
- Weitere
  - PDC World Youth Championship: 2013

### Andere
- 2015: ADO St. Patrick’s Darts Tournament
- 2016: ADO Wreck at the Deck
- 2018: ADO Celebrate The New Year, ADO Top Of Texas Open